# Palmenhain von Elche

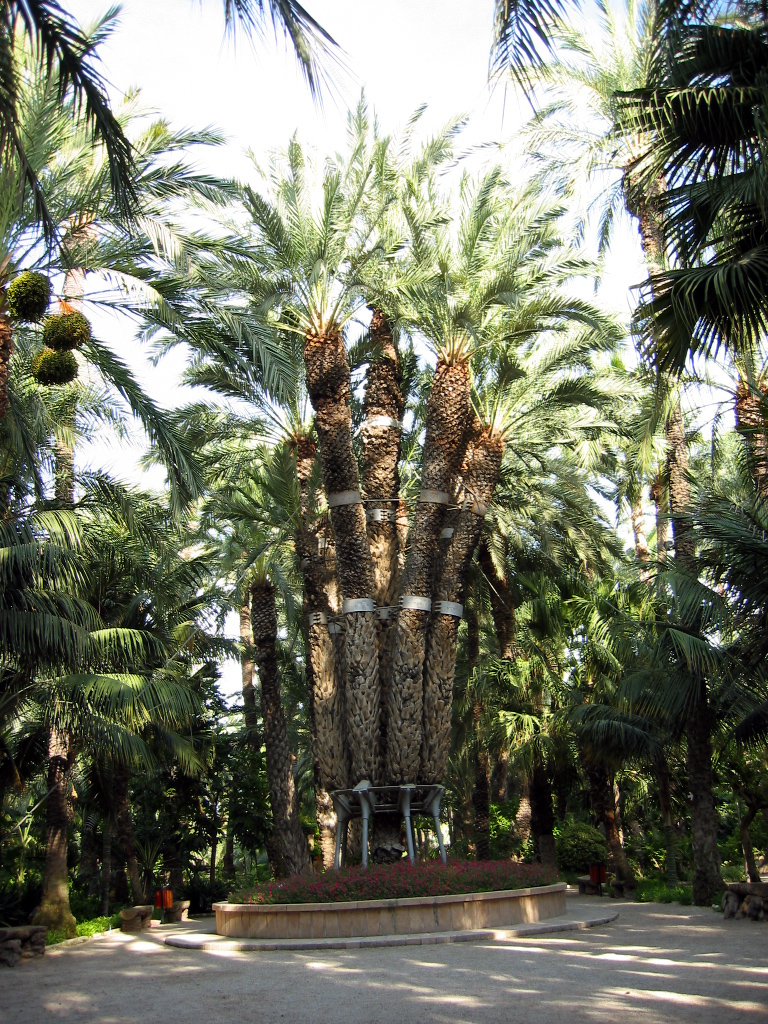
Die Palmera Imperial („Kaiserpalme“)

Der Palmenhain von Elche (spanisch El Palmeral de Elche, valencianisch Palmerar d'Elx) ist eine Jahrhunderte alte Palmenpflanzung in der südspanischen Stadt Elche, in der Region Valencia. Sie ist – vor der von Orihuelal – die größte Palmenpflanzung in Europa. Im Jahr 2000 wurde der Palmeral von Elche in die UNESCO-Liste des Weltkulturerbes aufgenommen.

## Lage
Der Palmeral erstreckt sich über eine Fläche von 1,5 km² innerhalb der Stadt Elche und schließt den Stadtpark (Parque Municipal) und viele Obstgärten mit ein. Er enthält über 11.000 Palmen, vor allem Dattelpalmen. Einige davon haben ein Alter von 300 Jahren und mehr. Auf seinem Höhepunkt im 18. Jahrhundert umfasste der Palmeral eine etwa doppelt so große Fläche und rund 200.000 Palmen. Die Datteln werden im Dezember geerntet.

## Geschichte
Es wird angenommen, dass an dieser Stelle bereits im 5. Jahrhundert vor Christus Palmen durch die Karthager, die sich in Südost-Spanien angesiedelt hatten, gepflanzt worden sind. Der Hain überdauerte die Römer und Mauren. Das Bewässerungssystem wurde in der Zeit Abd ar-Rahman I. ausgebaut und befindet sich noch immer in Gebrauch.
Die jetzige Form des Palmerals entstand unter den Mauren im 10. Jahrhundert. Obwohl die Gegend nur einen Regenfall von 300 mm aufweist, bilden die Palmen, die entlang der Bewässerungskanäle aus dem salzigen Fluss Vinalopó gepflanzt worden sind, ein Flickwerk von Anbauflächen, die jeweils durch die Palmen abgegrenzt und beschattet werden, wodurch ein eigenes Mikroklima entsteht.

## Besuch
Der Palmenhain kann in großen Teilen besichtigt werden, doch empfiehlt sich der Besuch eines für Besucher besonders hergerichteten Gartens (Jardin Huerto del Cura) inmitten der Stadt. Hier steht als größte Palme die Palmera Imperial („Kaiserpalme“). Sie hat sieben Stämme und dadurch die Anmutung eines Kandelabers. Die Palme wurde nach Kaiserin Elisabeth benannt, die die Pflanzung im Jahr 1894 besucht hatte.
Seit dem Jahr 2006 ist auch dieser Palmenhain – wie alle Palmenbestände im Mittelmeerraum – zunehmend durch den Käfer Rhynchophorus ferrugineus bedroht.